# 吉河畔舍瓦尼
吉河畔舍瓦尼（法語：Chevagny-sur-Guye，法語發音：[ʃəvaɲi syʁ ɡi]）是法国索恩-卢瓦尔省的一个市镇，属于马孔区。

## 地理
吉河畔舍瓦尼（46°32'20"N, 4°30'27"E）面积6.29 平方千米，位于法国勃艮第-弗朗什-孔泰大區索恩-卢瓦尔省，该省份为法国中部省份，北起顺时针与科多尔省、汝拉省、安省、罗讷省、卢瓦尔省、阿列省和涅夫勒省接壤。
与吉河畔舍瓦尼接壤的市镇（或旧市镇、城区）包括：圣马塞兰德克赖、拉吉什、帕西、圣马丹德萨朗塞、勒鲁塞-马里济。
吉河畔舍瓦尼的时区为UTC+01:00、UTC+02:00（夏令时）。

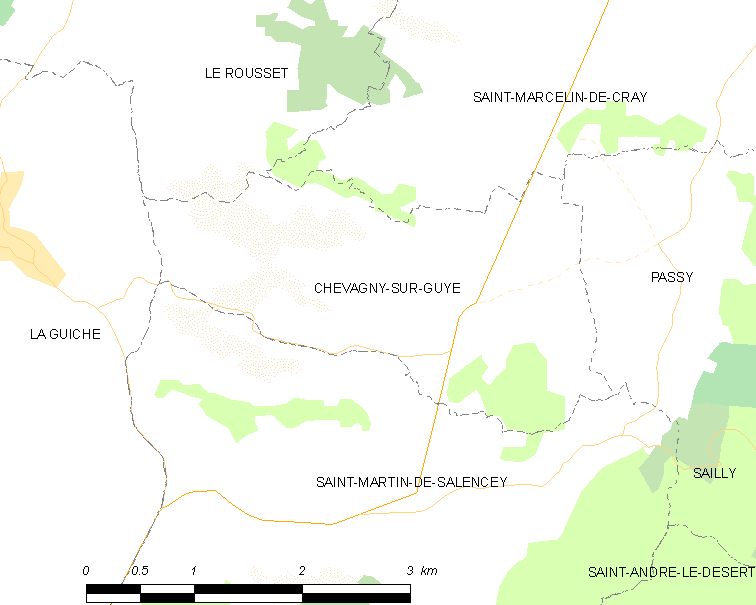
吉河畔舍瓦尼的OSM定位图

## 行政
吉河畔舍瓦尼的邮政编码为71220，INSEE市镇编码为71127。

## 政治
吉河畔舍瓦尼所属的省级选区为克吕尼县。

## 人口

1962-2008年间吉河畔舍瓦尼人口变化图示

吉河畔舍瓦尼于2022年1月1日时的人口数量为51人。